# A Goldberg család
A Goldberg család (The Goldbergs) egy 2013 és 2023 között futott amerikai szituációs komédia-sorozat, melyet Adam F. Goldberg ötlete és személyes gyerekkori élményei alapján készítettek. A főszerepben Wendi McLendon-Covey, Jeff Garlin, Sean Giambrone, Troy Gentile, Hayley Orrantia és George Segal láthatók. Amerikában az ABC csatorna vetíti, Magyarországon 2016 óta a Comedy Central, illetve a Comedy Central Family.

## Áttekintés
A sorozat helyszíne az egyesült államokbeli Jenkintown, Pennsylvania államban, az 1980-as években. A sorozat alkotójának, Adam F. Goldbergnek a személyes gyermekkori élményei és az ekkor készített családi videófelvételei képezik a történetek alapját, szükség szerint dramaturgiai változtatásokkal. A család tagjai Murray és Beverly, valamint a gyerekeik: Erica, Barry és Adam. Velük él még Beverly apja, Albert, akit csak Papinak szólítanak a gyerekek. Minden epizódot a jelenbeli Adam narrál, a cselekmény aktuális történéseit pedig „nyolcvan-valahányba” helyezi minden alkalommal. Ez is dramaturgiai szabadságot jelent a készítőknek, és a cselekmény szempontjából állandó ugrálások történnek az időben. Akár egy epizódon belül is előfordulhatnak olyan események, amik között egy évtized telt el.
Az epizódok végén többnyire régi képek vagy videófelvételek láthatóak, melyek a valódi Goldberg családdal készültek, és az aktuális epizód témájához lazán kötődnek. Némelyik részben valódi, a nyolcvanas években történt fontos események képezik a sztori lényegét, emellett felbukkannak olyan hírességek, akik a nyolcvanas években sztárok voltak. Alkalmanként Adam F. Goldberg fiatalkorából is szerepelnek olyan emberek az epizódokban, akiket a sorozatban is bemutat, de más színész személyesít meg.

## Szereplők
- Wendi Anne McLendon-Covey, mint Beverly Goldberg (magyar hangja Solecki Janka[2]): a gyerekek anyja, aki túlságosan félti őket, és rendszeresen megpróbál beavatkozni a magánéletükbe, amit ő jó szándékának jeleként értékel, a gyerekek viszont sokszor úgy élik meg, hogy csak lejáratja őket. A videós visszaemlékezésekben látható igazi Beverly Goldberg magyar hangja Grúber Zita.
- Sean Giambrone, mint Adam Frederick Goldberg (magyar hangja Pál Dániel Máté, narrátorként Kapácsy Miklós): a család legokosabb tagja, a sorozat tulajdonképpeni főszereplője, aki videokamerájával dokumentálja életük történéseit. Kedveli a technológiai újításokat, szenvedélye a filmezés. Középső neve az egyetlen, amely miatt meg tudják különböztetni az iskolában egy másik Adam Goldbergtől. A videós visszaemlékezésekben látható igazi Adam Goldberg magyar hangja Ács Balázs.
- Troy Gentile, mint Barry Norman Goldberg (magyar hangja Baráth István): a középső gyerek, aki harsány és vagány, de sokszor eléggé meggondolatlan. Ugyan rengeteg dologban ügyetlen, mégis szeretné az éppen aktuális elképzelését a lehető legmagasabb szinten űzni, hogy ő lehessen az iskola legnépszerűbb diákja. A JTB banda vezéregyénisége, önjelölt rapper, aki magát Nagy Zamatnak hívja. Az ötödik évad végén megkéri Lainey kezét, de végül mégsem házasodnak össze. Eddigre eldönti, hogy orvos szeretne lenni, és a hetedik évadtól kezdve végzi ez irányú tanulmányait, nővérével, Ericával közös iskolában. A videós visszaemlékezésekben látható igazi Barry magyar hangja Joó Gábor, a 7. évadtól Berecz Kristóf Uwe.
- Hayley Orrantia mint Erica Dorothy Goldberg (magyar hangja Gulás Fanni): a legidősebb gyerek, aki okos és nagyszerűen énekel. Lázadó jellem, az iskolában rendkívül népszerű, akaratát pedig az öccseire is könnyedén ráerőlteti. Az ötödik évadtól elhagyja a házat, mert főiskolára megy, amit zenei karrierépítési céllal hamar abbahagy, de annak sikertelensége miatt kénytelen visszaülni az iskolapadba. Karakterét a sorozathoz találták ki, a való életben Adam Goldberg legidősebb testvére, Eric fiú volt.
- AJ Michalka, mint Lainey Lewis (magyar hangja Kis-Kovács Luca): főszereplő a 3–4. évadban, visszatérő szereplő az 1–2. és 5–6. évadokban, vendég a 7. évadban. Erica legjobb barátnője, és úgyszintén népszerű lány a suliban. Apja egyedül neveli, miután néhány évvel az első évad kezdete előtt alkoholista anyja elhagyta a családot. Barry halálosan szerelmes belé, és bár Lainey eleinte elutasítja őt, később összejönnek. A negyedik évad végétől kezdve kapcsolatuk hullámvölgyekkel tarkított, majdnem össze is házasodnak, majd a hatodik évadban Los Angelesbe utazik, hogy megvalósítsa álmait. Karakterét a sorozathoz találták ki. Lainey az egyik főszereplője a sorozat 1990-es években játszódó spin-offjának, a Schoolednak, melyből kiderül, hogy később visszatér az iskolába, mint zenetanár.
- George Segal, mint Albert ’Papi’ Solomon (magyar hangja Forgács Gábor, a 7. évadban Csuha Lajos): Beverly özvegy apja, aki a családdal él együtt. Idős kora ellenére rendkívül fiatalosan viselkedik, ha a gyerekek bajban vannak, bátran fordulhatnak hozzá. Egy bútoráruház tulajdonosaként ment nyugdíjba, az üzletet pedig átadta vejének. Segal 2021 márciusában bekövetkező halálát követően a karakter már csak emlékezések szintjén szerepel a sorozatban. A visszaemlékezésekben látható igazi Papi magyar hangja Fehér Péter.
- Jeff Garlin mint Murray Christian Goldberg (magyar hangja Faragó András): a Goldberg család feje. Sokszor mogorván és antiszociálisan viselkedik, a gyerekekkel szemben pedig realista, nem idealizálja őket, mint az anyjuk. Bár otthon lustának és apatikusnak tűnik, már tinédzserkora óta keményen dolgozik, és az apósától átvett bútorboltban is rengeteg munkája van. Bárkit, még a saját gyerekeit is képes „barmoknak” hívni, miközben pedig szereti őket, csak nem tudja kimutatni, és azt szeretné, ha a saját hibáikból tanulva válnának érett személyiségekké. Garlin távozása miatt a 9. évad közepétől a karakter csak korábbi jeleneteken illetve CGI használatával látható, a 9. és 10. évad között pedig képernyőn kívül elhalálozott. A videós visszaemlékezésekben látható igazi Murray magyar hangja Maday Gábor, a 7. évadtól Földi Tamás.
- Geoff Schwartz (Sam Lerner, magyar hangja Berkes Bence): Barry egyik legjobb barátja, a JTB tagja. Becenevén az „Őrült Schwartz,” amit azért kapott, mert valójában ő a legkiegyensúlyozottabb és legnyugodtabb mindannyiuk közül. aki szerelmes Ericába, és folyamatosan próbálkozik nála, leginkább szánalmat keltő módon. Mivel nem jár sikerrel, a harmadik évad végén Evelyn Silverrel kezd el randizni, melynek hatására Erica is felfedezi, hogy érez iránta valamit, és a negyedik évad során végül összejönnek. A hetedik évadban, miután leérettségizett, kihagy egy évet, és kisebb kitérőket követően Ericával egy iskolába iratkozik be. Egy rövid időre szakítanak is, de ez nem tart sokáig, mert Geoff megkéri a lány kezét. Közös gyermekük, Muriel Allison Goldberg Schwartz a 10. évad során születik meg. A videós visszaemlékezésekben látható igazi Geoff magyar hangja Czető Ádám.

### A család további tagjai
- Ben ’Papa’ Goldberg (Judd Hirsch, a 2. évadban Paul Sorvino, magyar hangja Orosz István, illetve a 2. évadban Harsányi Gábor): Murray apja, aki gyerekkorától kezdve mostohán bánt a fiával, Papival pedig gyakran verseng.
- Marvin Goldberg (Dan Fogler, magyar hangja Fesztbaum Béla): Murray laza, megbízhatatlan testvére, aki folyton valami könnyű meggazdagodáshoz vezető úton töri a fejét, jellemzően sikertelenül.
- Mázli: a család kutyája, akit a 3. évadban fogadnak be.

### Barátok és osztálytársak
- Dana Caldwell (Natalie Alyn Lind, magyar hangja Koller Virág): Adam osztálytársa, akit a fiú folyamatosan próbál meghódítani. A második évad végére összejönnek, amikor kiderül, hogy a lány Seattle-be költözik. Egy ideig próbálkoznak a távkapcsolattal, majd a 3. évad során belátják, hogy ez így nem működhet. A 7. évadban visszatér, de azt rögtön Adam tudtára adja, hogy csak barátja akar lenni. A karakter egy valódi személyen, Amanda Caldwellen alapul, akinek jogi okokból kellett megváltoztatni a nevét.
- Dave Kim (Kenny Ridwan, magyar hangja Boldog Gábor): Adam barátja és kissé szégyenlős osztálytársa, akit még az anyja is felváltva hív a vezeték- és keresztnevén. A 6. évad során nagy meglepetésre a bajkeverő Carla Mannel kezd el randizni.
- Emmy Mirsky (Stephanie Katherine Grant, magyar hangja Boldog Emese): a szomszéd lány, akivel Adam együtt nőtt fel, és kvázi fiúként kezeli őt.
- Jackie Geary (Rowan Blanchard (4–5. évad), Alexis G. Zall (6. évad): Adam barátnője a negyedik évadtól. A hatodik évadban leérettségizik, és ezután a 7. évadtól kezdve meg sem említik őt.
- David Sirota (Sam Kindseth): Adam barátja és osztálytársa, a való életben híres politikai kommentátor és rádiós műsorvezető (2. évad–)
- Dan (Nate Hartley, magyar hangja Szabó Andor, a 7. évadtól Molnár Kristóf): egy közutálatnak örvendő fiú a suliban, aki mindig rossz helyen van rossz időben. (2. évad–)
- Chad Kremp (Jacob Hopkins, magyar hangja Berecz Kristóf Uwe): a legkisebb Kremp, Adam barátja (1. évad–)
- Drew Kremp (Tyler Stokes): a legidősebb Kremp-fiú, Erica exbarátja (1. és 3. évad)
- Ari Caldwell (Jackson Odell, magyar hangja Juhász Levente): Erica és Lexi barátja, Dana testvére. (1–2. évad)
- J.C. Spink (Cooper Roth az 1., Zayne Emory a 2–5. és 7. évadban, magyar hangja Ács Balázs): egy Adamnél idősebb iskolás fiú, aki gyakran piszkálta őt, míg jóban nem lettek. A valódi J.C. Spink iskolabusz-sofőrt alakított az egyik epizódban.
- Lexi Bloom (Virginia Gardner, magyar hangja Berkes Boglárka): egy népszerű lány a suliban, Barry mindenáron szeretné őt meghódítani az első évadban, de mindig kosarat kap. (1. évad, megemlítik a 4. évadban)
- Roger McFadden (Joey Luthman): Barry félénk osztálytársa (1. évad)
- Tyler Stansfield (Mason Cook, magyar hangja Gergely Attila): Adam másik osztálytársa, gyenge, de nagyszájú (1–3. évad)
- Evelyn Silver (Allie Grant, magyar hangja Laudon Andrea): egy lány, akivel Beverly próbálja meg összehozni Barryt a második évadban, és aki kísértetiesen hasonlít Beverlyre. A harmadik évad végén Geoff Schwartz barátnője lesz. (2–5. évad)
- Rubén Amaro Jr. (Niko Guardado): népszerű sportoló és atléta az iskolában. A való életben híres baseballjátékos lett. (3. évad–)
- Anthony Balsamo (Charlie DePew): Lainey exbarátja, egy népszerű és jóképű diák. (2–3. évad)
- Johnny Atkins (Sean Marquette, magyar hangja Gacsal Ádám): egy lófarkas srác, aki tud szaxofonon játszani, Rush-rajongó és nagyon el van telve önmagával. Erica egy rövid ideig randizott vele. A hetedik évadban kiderül, hogy harmadjára járja a végzős évét. (3. évad–)
- Matt Bradley (Shayne Topp, magyar hangja:Joó Gábor): egy barátságos srác, aki a JTB banda tagja lett, Barry minden ellenkezése ellenére – bár mint kiderül, az iskola után legjobb barátok lettek (4. évad–)
- (Pucér) Rob Smith (Noah Munck, magyar hangja Bogdán Gergő): Barry másik JTB-tag barátja, aki arról híres, hogy hajlamos nagy nyilvánosság előtt levenni a pólóját (2. évad–)
- Andy Cogan (Matt Bush, magyar hangja Molnár Levente): Barry harmadik JTB-tag barátja, aki kis növésű, és emiatt sokszor az emberek céltáblája (2. évad–)
- Carla Mann (Alex Jennings, magyar hangja Pupos Tímea, Miklós Eponin (7. évadtól): Erica és Lainey barátnője, népszerű, de bajkeverő diáklány. Egy ideig randizott Johnny Atkinsszel, később pedig Dave Kimmel. (3. évad–)
- Benjamin Bauman (Froy Gutierrez): egy népszerű diák az iskolában, akiben Adam az ellenséget látja, pedig a srác barátságos vele. (3. évad)
- Taz Money (Quincy Fouse): Adam népszerű barátja (3–5. évad)
- Garry Ball (Nathan Gamble, magyar hangja Kilin Bertalan): az igazgató lázadó szellemű fia, Adam barátja (2-3. évad)
- Erica (Alison Rich, magyar hangja Hermann Lilla): Erica szobatársa a főiskolán, akivel csak a keresztnevük egyezik meg, a habitusuk nem. Kettejük és Lainey zenekart alapítanak, majd a 6. évad során Goldbergéknél él egy ideig. (5–6. évad)
- Lauren ’Ren’ (Kelli Berglund a 7., Carrie Wampler a 8. évadban, magyar hangja Csuha Borbála): Erica barátnője a főiskoláról, aki később randizni kezd Barry-vel (7–8. évad). Végül azért szakítanak, mert a lány még mindig érez valamit a régi fiúja iránt.
- Brea Bree (Sadie Stanley, magyar hangja Kardos Eszter): az iskola legnépszerűbb diáklánya, aki Adam barátnője lesz, miután kiderül, milyen sok közös van bennük. Az igazi Brea Bree az egyik epizódban látható cameo szerepben. (7. évad–)
- Brian Walls (Theodore Barnes, magyar hangja Mayer Marcell). a népszerű diákok egyike (7. évad–)
- Joanne Schwartz (Beth Triffon): Geoff testvére, akivel a 8. évadban Barry kerül közelebbi kapcsolatba.

### A William Penn Középiskola dolgozói
- Earl Ball igazgató (Stephen Tobolowsky, magyar hangja Varga T. József): az iskola igazgatója, akivel Beverly gyakran konfliktusba keveredik. (2. évad–)
- Jonathan ’Andre’ Glascott (Tim Meadows, magyar hangja Gubányi György István, a 7. évadtól Bor László): iskolai tanár, pizzafutár és gitároktató (1–6. évad)
- Rick Mellor (Bryan Callen, magyar hangja Seder Gábor): az iskola túlbuzgó tornatanára, aki rendszeresen egrecíroztatja a Goldberg gyerekeket is. A 6. évadban otthagyja az iskolát, hogy birkózókat taníthasson. Karaktere az egyik főszereplője a Schooled című spin-off sorozatnak, amely szerint újra az iskola tornatanára lesz (1–7. évad)
- Ms. Taraborelli (Michaela Watkins, magyar hangja Tóth Szilvia): egy tanárnő, aki spanyolon kívül szexuális felvilágosítást is oktat (2. évad)
- Mr. Woodburn (Dan Bakkedahl, magyar hangja Holl Nándor): Adam magányos és depressziós fizikatanára (2. és 7. évad)
- Susan Cinoman (Ana Gasteyer, magyar hangja Orosz Anna): középiskolai zenetanár, akibe Rick Mellor szerelmes (2. évad–)
- Nick Mellor (Bill Goldberg, magyar hangja Makranczi Zalán): Rick testvére, ő érkezik a helyére mint tornatanár, és még nála is brutálisabb. (5. évad–)
- Mr. Crosby (Clancy Brown, magyar hangja Rosta Sándor): Adam barkácstanára (5–6. évad)
- Dr. Katman (Steve Guttenberg, magyar hangja Lux Ádám): Adam másik tanára, aki természettudományokat oktat (6–7. évad)
- Mr. Perott (Anthony Michael Hall, magyar hangja Albert Péter): Adam iskolai tanácsadója (7. évad–). Hall a 7.évad nyitó epizódjában egy biztonsági őrt is alakít, aki üdvözli Goldbergéket Disneylandben.

### Egyéb
- Puchinski (Troy Winbush, magyar hangja Sörös Miklós). egy rendőr, aki a Goldberg család körüli ámokfutásokba rendre belekeveredik. (1. évad–)
- Vic (Cedric Yarbroug, magyar hangja Bolla Róbert): Murray kanadai származású munkatársa a bútorboltban. (1–3. és 7. évad)
- Dale (Ben Zelevansky): játékterem-tulajdonos (1. évad)
- Miriam Ferguson (Kathryn Leigh Scott, magyar hangja Bessenyei Emma): Papi egyik szíve hölgye az első évadban.
- Virginia Kremp (Jennifer Irwin, magyar hangja Ősi Ildikó): Chad anyja, Goldbergék szomszédja (1. évad–)
- Mrs. Caldwell (Barbara Alyn Woods): Dana és Ari anyja, a való életben a Danát játszó Natalie Alyn Lind anyja (1. évad)
- Kéjgáz (Dustin Ybarra, magyar hangja Kisfalusi Lehel): egy egyetemista srác, aki két alkalommal bukkan fel, és mindkétszer Beverly üzletel vele. (1. és 3. évad)
- Mrs. Kim (Suzy Nakamura, magyar hangja Madarász Éva): Dave Kim anyja, egy kínai étterem tulajdonosa (2. és 6. évad)
- John Calabasas (Rob Huebel, magyar hangja Király Adrián, a 7. évadtól Hegedüs Miklós): opportunista üzletember, aki számtalan munkakörben kipróbálta már magát (2–3. és 5–6. évad)
- Bill Lewis (David Koechner, magyar hangja Bácskai János): Lainey egyedülálló apja, aki gyerekkorától önmaga viseli gondját lányának. Kezdetben ellenséges Murray-vel, mert ő a Dallas Cowboys szurkolója, nem a Philadelphiáé. Később aztán, amikor rájönnek, hogy több közös van bennük, mint gondolnák, jó barátok lesznek. (2. évad–)
- Raji Mitra (Christopher Avila): egy intelligens diák, akit Beverly azért bérelt fel, hogy segítsen Laineynek a tanulásban (3. évad)
- Joe, a buszsofőr (J.C. Spink) (1–2. évad)
- Lou Schwartz (Ken Lerner, magyar hangja Galbenisz Tomasz). Geoff Schwartz apja az ötödik évadtól, aki a való életben a Geoffot játszó Sam Lerner apja. (5. évad–)
- Linda Schwartz (Mindy Sterling, magyar hangja Makay Andrea): Geoff Schwartz anyja. (5. évad–)
- Essie Karp (Stephanie Courtney, magyar hangja Zakariás Éva): Beverly barátnője (5. évad–)
- Zoe McIntosh (Brec Bassinger, magyar hangja Hermann Lilla)
- Louie bácsi (Uncle Louie), Kaliforniai Erica nagybátyja (5. évad)
- Michael ’Formica Mike’ Mikowitz (Richard Kind, magyar hangja Pálfai Péter): Murray riválisa a bútorbizniszben. A hetedik évadban üzleti partnerek lesznek (5. évad–)
- Harrison Whitby (Chris Parnell, magyar hangja Hegedüs Miklós): Beverly könyvkiadója
- Dolores (Jessica St. Clair, magyar hangja Mohácsi Nóra): Bill Lewis barátnője, majd felesége (7. évad–)
- Jane Bales (Erinn Hayes, magyar hangja Györfi Laura): Beverly riválisa és nemezise (7. évad–)

### Vendégszereplők
- Tom Cavanagh mint Charles Kremp (magyar hangja Debreczeny Csaba) (1. évad)
- Martin Starr, mint az első évadban szereplő videotékás (magyar hangja Potocsny Andor) (1. évad)
- Thomas Lennon, mint Taun-Taun Todd, az első évad Star Wars-epizódjában felbukkanó rajongó
- David Spade, mint Gus (magyar hangja Rajkai Zoltán), a második évadban szereplő hamis személyi igazolvány-gyáros
- Charlie Sheen, aki a második évad egyik epizódjában újrajátssza a Meglógtam a Ferrarival című filmben nyújtott alakítását (magyar hangja Czvetkó Sándor)
- Nick Swardson, aki a második évadban egy feketepiaci játékárust alakít (magyar hangja Seszták Szabolcs) (2. évad)
- Chuck Norris, aki a harmadik évadban felolvas egy levelet (3. évad)
- Weird Al Yankovic saját magát alakítva a harmadik évadban
- Chad Coleman mint Leon a negyedik évadban
- Martin Kove, mint John mester a negyedik évadban, aki újrajátssza a Karate kölyök című filmben nyújtott alakítását
- Ilan Mitchell-Smith, mint Mr. Connelly, aki a Különös kísérlet című filmbeli szerepét játssza újra az ötödik évad első részében.
- Bill Goldberg, mint Nick Mellor, Mellor edző brutális bátyja.
- Mike Quick, mint Fast edző az amerikai futball-csapatból.
- Rick Moranis, mint Lord Helmet hangja az 5. évad egyik epizódjában.
- Robert Englund, a 6. évadban Freddy Krueger szerepében
- Jon Lovitz mint Jimmie Moore, a Nászok ásza című filmbeli szerepét újrajátszva a 6. évadban
- Christie Brinkley, aki a 7. évadban újra eljátssza a csábító nő szerepét a Családi vakáció című filmből
- Kirstie Alley mint Janice Bartlett (magyar hangja Vámos Mónika)
- Rhea Perlman mint Margot Leiten (magyar hangja Grúber Zita)
- John Ratzenberger mint Digby Yates (magyar hangja Kajtár Róbert)
- George Wendt mint Ned Frank (magyar hangja Albert Péter)
- Tim Matheson és James Widdoes, akik a 7. évad egyik részében újrajátsszák a Party zóna című filmben alakított karakterüket
- Hulk Hogan önmagát játssza (7. évad, magyar hangja Albert Péter)
- Tommy Lee mint Lee professzor (7. évad, magyar hangja Sörös Miklós)
- Miranda Cosgrove mint Elana Reed (7. évad, magyar hangja Szabó Luca)
- Lea Thompson mint Fran Mikowitz, Formica Mike felesége (7. évad 20. rész és 9. évad 10. rész)
- John Oates (magyar hangja Honti Molnár Gábor) mint egy takarító, a hetedik évad egyik epizódjából, ahol a Hall & Oates formációt játssza el Barry és Adam.
- David Leisure mint Roger kapitány (8. évad 1. rész)
- David Hasselhoff önmagát játssza (10. évad 2. epizód)

### Cameo-szereplők a való életből
- Ben Beauman és Amy Gross, mint producerek
- Jackie Geary, mint Lynn Geary, a sorozatbeli Jackie anyja
- Chad Kremp, mint egy munkás az első évadban, és mint a sorozatbeli Chad apja a negyedik évadban
- J.C. Spink mint Joe, a buszsofőr
- Mike Levy mint komputertechnikus
- Rubén Amaro Jr,, aki saját apját játssza
- Az igazi Beverly Goldberg, Essie Karp, Virginia Kremp, és Linda Schwartz
- A való életbeli JTB tagjai az ötödik évadban
- Eric Goldberg (5. évad 18. rész és 6. évad 19. rész)
- Emmy Mirsky, férjezett nevén mint Emily McCoy (a sorozatbeli Emmy anyját játszva)
- Brea Bee, aki Mrs. Vanicát játssza a 4. évad egyik részében, illetve később önmagát (magyar hangja Kardos Eszter)
- R. D. Robb, aki a 4., 6. és 7. évadban is fényképészt alakít
- Dave Kim a 7. évad egyik részében (magyar hangja Czupi Áron, fiatal változatának Berecz Kristóf Uwe)
- Bill Lewis a 7. évadban (magyar hangja Kajtár Róbert)

## Epizódok
| Évad | Évad | Részek száma | Részek száma | Eredeti sugárzás     | Eredeti sugárzás | Eredeti adó         | Magyar sugárzás    | Magyar sugárzás  | Magyar adó |
| Évad | Évad | Részek száma | Részek száma | Évadbemutató         | Évadzáró         | Eredeti adó         | Évadbemutató       | Évadzáró         | Magyar adó |
| ---- | ---- | ------------ | ------------ | -------------------- | ---------------- | ------------------- | ------------------ | ---------------- | ---------- |
|      | 1.   | 23           | 23           | 2013. szeptember 24. | 2014. május 13.  |                     | 2016. november 8.  | 2017. január 24. |            |
|      | 2.   | 24           | 24           | 2014. szeptember 24. | 2015. május 13.  | 2017. január 24.    | 2017. április 18.  |                  |            |
|      | 3.   | 24           | 24           | 2015. szeptember 23. | 2016. május 18.  | 2017. július 11.    | 2017. december 12. |                  |            |
|      | 4.   | 24           | 24           | 2016. szeptember 21. | 2017. május 17.  | 2018. január 2.     | 2018. április 29.  |                  |            |
|      | 5.   | 22           | 22           | 2017. szeptember 27. | 2018. május 16.  | 2019. június 18.    | 2019. július 17.   |                  |            |
|      | 6.   | 23           | 23           | 2018. szeptember 26. | 2019. május 7.   | 2019. szeptember 2. | 2019. október 2.   |                  |            |
|      | 7.   | 23           | 23           | 2019. szeptember 25. | 2020. május 13.  | 2020. november 2.   | 2020. december 2.  |                  |            |
|      | 8.   | 22           | 22           | 2020. október 21.    | 2021. május 19.  | 2021. november 6.   | 2021. december 11. |                  |            |
|      | 9.   | 22           | 22           | 2021. szeptember 22. | 2022. május 18.  |                     |                    | n.a              |            |
|      | 10.  | 22           | 22           | 2022. szeptember 21. | 2023. május 3.   |                     |                    | n.a              |            |

Magyarországon a negyedik évad epizódjait a Comedy Central nem sorrendben vetítette le, ami okozott dramaturgia szempontból kavarodást (pl. az egyik epizódban Erica és Geoff együtt vannak, míg a soron következő részben nem). A hetedik évad eredetileg 24 részes lett volna, de az időközben kitört koronavírus-járvány miatt csak 23 részt sikerült leforgatni. Valamennyi epizódot a Hulu streaming-szolgáltató is elérhetővé tett.

## Forgatás
A sorozat megalkotása először 2011-ben került terítékre, amikor Adam F. Goldberg előző sorozatát, a Simliseket törölték a műsorról. Goldberg nem akart várni a sorozatok hagyományos évadkezdésére és csak azért egy pilot epizódot leforgatni, hogy esetleg a következő ősszel mutassák be az első évadot. Erre viszont a Fox, ahol addig dolgozott nem volt vevő, így átment az ABC-hez, ahol hagyták kibontakozni. A szereplőválogatással 2013 elejére végeztek és megkezdték a forgatást is, hogy 2013–2014-ben már vetítésre kerülhessen. Az I Fight Dragons a Rewind című számát, mely a sorozat főcímdala lett, kifejezetten Goldberg kérésére írta. A sorozat hamar népszerűvé vált, így több évadot is berendeltek belőle. Goldberg a hatodik évad után hátrébb lépett, azóta már nem ő a produkció showrunnere.

### Jeff Garlin távozása
A sorozat hetedik évadának forgatása alatt HR-vizsgálatot kezdeményeztek Jeff Garlinnal szemben, miután több stábtag is panaszt tett az illetlen viselkedése miatt. Akkor ennek nem lett komolyabb következménye. 2021-ben, tehát a kilencedik évad forgatása során újabb vizsgálatot folytattak le, és egy december 19-én megjelent Vanity Fair-interjúban Garlin elmondta, hogy közös megegyezéssel elhagyja a produkciót. Elmondta, hogy több panasz is volt vele szemben a mások szerint lealacsonyító, tiszteletlen viselkedése miatt. Ezek miatt a panaszok miatt már nem is akart visszatérni a kilencedik évadra, de elvállalta, mikor megígérték, hogy sokkal kevesebb képernyőideje lesz. Garlin mindezt ekként kommentálta: „Ha komikusként valakit megsértek, csak annyit mondhatok, hogy sajnálom, oké? Soha nem támadtam fizikailag senkire, semmilyen okból, úgyhogy borzasztóan zavarónak és valótlannak tartom.” Kiírása ellenére az utolsó négy epizódot is felvették a kilencedik évadból, ahol testdublőrt alkalmaztak helyette, illetve korábbi felvételeket használtak fel. Emellett egy jelenetben, az Erica esküvőjének napján játszódó részben CGI-jal maszkírozták Garlin arcát egy dublőrre, amelynek kifogásolható minőségét számos kritika érte.

## Kapcsolódó sorozat
A sorozat sikerét követően Schooled címmel a tornatanárt alakító Rick Mellor saját spin-off sorozatot kapott volna, mely a cselekményt már a kilencvenes évekbe helyezte volna. Az ABC azonban nem volt vevő rá, és a pilot epizód után nem rendelt be több részt. Az elkészült epizód mindazonáltal nem kallódott el: 2018. január 24-én „A Goldberg család: 1990-valahány” címmel egy kis átszerkesztést követően az eredeti sorozat különkiadásaként mutatták be (ezt az epizódot nem vetítették Magyarországon). A vetítéssel Goldberg célja nem titkoltan az is volt, hogy ha kellően sikeres lesz, az ABC hátha berendel egy egész évadot. Sikerrel is járt: a sorozat 2019-ben kerül bemutatásra, melyben AJ Michalka játszotta a főszerepet, ismét Lainey Lewis-ként. A két sorozat között több átfedés is volt, felbukkantak karakterek az anyasorozatból is. A cselekményt „kilencven-valahányba” helyező sorozat mindazonáltal nem lett túl sikeres és két évad után nem rendeltek be folytatást, egy sor kérdést a levegőben lógva hagyva.